# Sacculactis
Sacculactis is een geslacht van neteldieren uit de klasse van de Anthozoa (bloemdieren).

## Soort
- Sacculactis guntheri Leloup, 1964